# Pałac Kownera w Mukaczewie
Pałac Kownera w Mukaczewie – pałac zbudowany pod koniec XIX wieku przez węgierskiego żyda barona Adolfa Kownera w Mukaczewie.